# District de Bludenz

Bludenz est un Bezirk (district) du Land autrichien de Vorarlberg.
Le district de Bludenz est constitué des municipalités suivantes :
- Bartholomäberg
- Blons
- Bludesch
- Bludenz
- Brand in Vorarlberg
- Bürs
- Bürserberg
- Dalaas
- Fontanella
- Gaschurn
- Innerbraz
- Klösterle
- Lech am Arlberg
- Lorüns
- Ludesch
- Nenzing
- Nüziders
- Raggal
- Sankt Anton im Montafon
- Sankt Gallenkirch
- Sankt Gerold
- Schruns
- Silbertal
- Sonntag in Vorarlberg
- Stallehr
- Thüringen
- Thüringerberg
- Tschagguns
- Vandans